# Arenaria lycopodioides
Arenaria lycopodioides là loài thực vật có hoa thuộc họ Cẩm chướng. Loài này được Willd. ex Schltdl. mô tả khoa học đầu tiên năm 1813.